# زرقان الثدين الأولى (ويس)
زرقان الثدین الأولى (بالفارسية: ثدین یک) هي منطقة سكنية تقع في إيران في قسم ويس الريفي. يقدر عدد سكانها بـ 620 نسمة .